# Freddy Mayola
Freddy Santiago Mayola Fernández (ur. 1 listopada 1977 w Hawanie) – kubański lekkoatleta (sprinter), medalista olimpijski z 2000.
Zdobył srebrny medal w biegu na 100 metrów na igrzyskach panamerykańskich w 1999 w Winnipeg. Na mistrzostwach świata w 1999 w Sewilli zakwalifikował się do półfinału tej konkurencji, w którym nie wystartował.
Zdobył srebrny medal w sztafecie 4 × 100 metrów na mistrzostwach ibero-amerykańskich w 2000 w Rio de Janeiro (sztafeta kubańska biegła w składzie: José Ángel César, Luis Alberto Pérez-Rionda, Iván García i Mayola), a w biegu na 100 metrów zajął 4. miejsce.
Sztafeta kubańska w tym samym składzie zdobyła brązowy medal podczas igrzysk olimpijskich w 2000 w Sydney, a Mayola odpadł w ćwierćfinale biegu na 100 metrów. Na halowych mistrzostwach świata w 2001 w Lizbonie zajął 4. miejsce w biegu na 60 metrów. Na mistrzostwach świata w 2001 w Edmonton został zdyskwalifikowany w biegu eliminacyjnym na 100 metrów, a kubańska sztafeta w składzie: César, Pérez-Rionda, García i Mayola również odpadła w eliminacjach.
Mayola był mistrzem Kuby w biegu na 100 metrów w 1998, 2000 i 2001.
Rekordy życiowe:
| Konkurencja              | Data i miejsce           | Wynik |
| ------------------------ | ------------------------ | ----- |
| bieg na 50 metrów (hala) | 16 lutego 2000, Madryt   | 5,61  |
| bieg na 60 metrów (hala) | 16 lutego 2000, Madryt   | 6,49  |
| bieg na 100 metrów       | 25 lipca 1999, Winnipeg  | 10,10 |
| bieg na 200 metrów       | 23 czerwca 2004, Retimno | 20,99 |